# Krasnye Gory (Krasnodar)
Krasnye Gory (del ruso: Красные Горы) es un jútor del raión de Otrádnaya del krai de Krasnodar, en Rusia. Está situado en la orilla izquierda del río Urup, afluente del Kubán, frente a Udobnaya, 17 km al sur de Otrádnaya y 223 km al sureste de Krasnodar, la capital del krai. Tenía 23 habitantes en 2010.
Pertenece al municipio Udobnienskoye.